# 12100 Ам'єн
12100 Ам'єн (1998 HR149, 1995 SE19, 12100 Amiens) — астероїд головного поясу, відкритий 25 квітня 1998 року.
Тіссеранів параметр щодо Юпітера — 3,414.